# Gerrit Lalleman

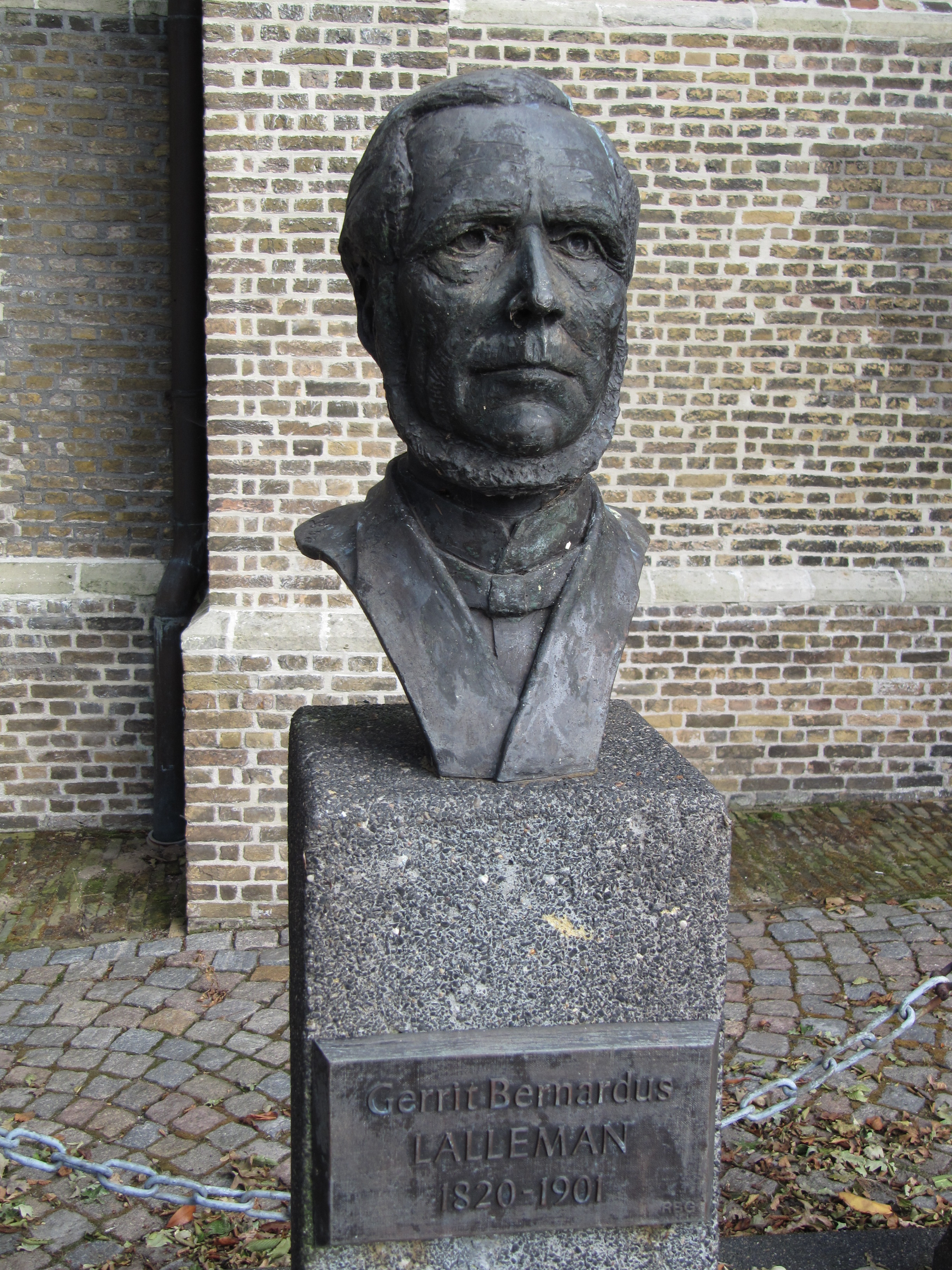
Buste van Lalleman in Moordrecht

Gerrit Bernardus Lalleman (Naaldwijk, 29 januari 1820 – Amsterdam, 14 juli 1901), ook bekend als 'Meester Lalleman', was onderwijzer en schoolhoofd in Moordrecht van 1844 tot 1887. 
Met publicaties (onder andere in De Economist in 1855) en aanhoudend publiekelijk aandacht vragen voor de slechte positie van kinderen droeg hij bij aan het tot stand komen van het Kinderwetje van Van Houten (1874). Lalleman was ontevreden met deze wet: het verbod was niet van toepassing op huishoudelijke en persoonlijke diensten en in de landbouw. Omdat er geen controle was, werd de wet in de praktijk ontdoken. Met deze wet werd een begin gemaakt aan het verbod op kinderarbeid in fabrieken en werkplaatsen. Hierop voortbordurend werden uiteindelijk de kinderwetten van 1901 ingevoerd, waarbij de leerplicht voor kinderen tot 12 jaar ingevoerd.
Door zijn publicaties, levenslange inzet voor onderwijs aan kinderen en bestrijding van het schoolverzuim wordt Lalleman gezien als een van de belangrijkste voorvechters voor het recht op onderwijs voor kinderen. 
Meester Lalleman wordt in Moordrecht onder andere geëerd met een borstbeeld nabij de protestantse kerk waar hij ook koster, voorlezer en voorzanger was.